# Función gaussiana

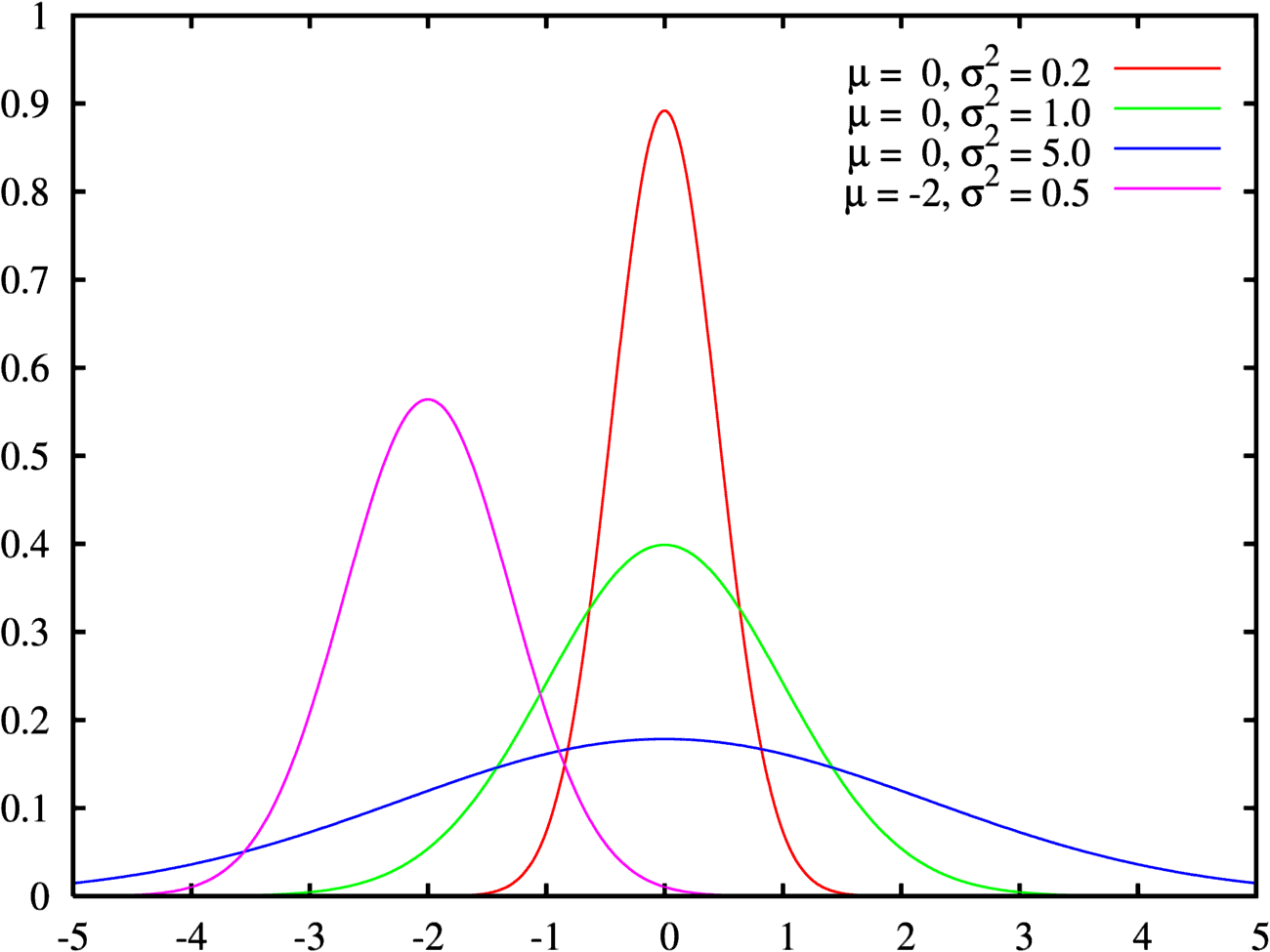
Curvas gaussianas con distintos parámetros para la media y la varianza. Los valores correspondientes son, b = μ, y c = σ.

En estadística, la función gaussiana (también, campana de Gauss o curva de Gauss), llamada así en honor a Carl Friedrich Gauss, es una función definida por la expresión:

{\displaystyle f(x)=ae^{-{\frac {(x-b)^{2}}{2c^{2}}}}}

donde a, b y c son constantes reales (c > –1). El parámetro a es el valor del punto más alto de la campana, b es la posición del centro de la campana y c (la desviación estándar, a veces llamada media cuadrática o valor cuadrático medio) controla el ancho de la campana.
Las funciones gaussianas se utilizan frecuentemente en estadística. En el caso de que a sea igual a {\displaystyle \textstyle {\frac {1}{c{\sqrt {2\pi }}}}}, la función de densidad de una variable aleatoria corresponde con la distribución normal de media μ = b y varianza σ2 = c.

## Propiedades
Las gaussianas se encuentran entre las funciones elementales, aunque no poseen primitivas elementales. Sin embargo, el valor exacto de la integral impropia sobre todo el rango real puede derivarse a partir del valor de la integral de Gauss obteniéndose que:

{\displaystyle \int _{-\infty }^{\infty }ae^{-{\frac {(x-b)^{2}}{2c^{2}}}}\,dx=a|c|{\sqrt {2\pi }}.}

El valor de la integral es 1 si y solo si {\displaystyle \textstyle a={\frac {1}{c{\sqrt {2\pi }}}}}, en cuyo caso la función gaussiana es la función de densidad de una variable aleatoria con distribución normal de media μ=b y varianza σ2 = c2. Se muestran varias gráficas de funciones gaussianas en la imagen adjunta.
Las funciones gaussianas con c2 = 2 son las autofunciones de la transformada de Fourier. Esto significa que la transformada de Fourier de una función gaussiana no es solo otra gaussiana, sino además un múltiplo escalar de la función original.
La gráfica de la función es simétrica con forma de campana, conocida como campana de Gauss. El parámetro a es la altura de la campana centrada en el punto b, determinando c el ancho de la misma.

## Integral de una función gaussiana
La integral de una función gaussiana cualquiera es
{\displaystyle \int _{-\infty }^{\infty }a\,e^{-\left(x-b\right)^{2}/2c^{2}}\,dx={\sqrt {2}}a\,\left\vert c\right\vert \,{\sqrt {\pi }}}
cuya forma alternativa es 
{\displaystyle \int _{-\infty }^{\infty }k\,e^{-fx^{2}+gx+h}\,dx=\int _{-\infty }^{\infty }k\,e^{-f\left(x-g/(2f)\right)^{2}+g^{2}/(4f)+h}\,dx=k\,{\sqrt {\frac {\pi }{f}}}\,\exp \left({\frac {g^{2}}{4f}}+h\right)}
donde f debe ser positiva para que la integral pueda converger.

### Relación con la integral gaussiana estándar
La integral
{\displaystyle \int _{-\infty }^{\infty }ae^{-(x-b)^{2}/2c^{2}}\,dx}
para algunos valores reales a, b, c > 0 puede ser calculada representándola en forma de integral de Gauss. Para ello, la constante a puede ser operada fuera de la integral, después, la variable con respecto a la que se integra(diferencial) se cambia de x a y = x-b .
{\displaystyle a\int _{-\infty }^{\infty }e^{-y^{2}/2c^{2}}\,dy}
y después a {\displaystyle z=y/{\sqrt {2c^{2}}}}
{\displaystyle a{\sqrt {2c^{2}}}\int _{-\infty }^{\infty }e^{-z^{2}}\,dz}
Entonces, usando la Integral de Gauss
{\displaystyle \int _{-\infty }^{\infty }e^{-z^{2}}\,dz={\sqrt {\pi }}}
tenemos
{\displaystyle \int _{-\infty }^{\infty }ae^{-(x-b)^{2}/2c^{2}}\,dx=a{\sqrt {2\pi c^{2}}}}

## Función gaussiana de dos dimensiones

Curva de Gauss en un dominio bidimensional

En dos dimensiones, el exponente de la potencia de e dentro de la función de Gauss es cualquier valor negativo y definido en forma cuadrática. Como consecuencia, los niveles de la función siempre serán elipses.
Un ejemplo de la función de dos dimensiones es
{\displaystyle f(x,y)=A\exp \left(-\left({\frac {(x-x_{0})^{2}}{2\sigma _{X}^{2}}}+{\frac {(y-y_{0})^{2}}{2\sigma _{Y}^{2}}}\right)\right).}
En la función, el coeficiente A es la amplitud, xo,yo es el centro y σx, σy son x e y extendidos a la gráfica.
El volumen bajo la función de Gauss es dado por esta integral
{\displaystyle V=\int _{-\infty }^{\infty }\int _{-\infty }^{\infty }f(x,y)\,dx\,dy=2\pi A\sigma _{X}\sigma _{Y}.}

## Aplicaciones
La primitiva de una función gaussiana es la función error. Estas funciones aparecen en numerosos contextos de las ciencias naturales, ciencias sociales, matemáticas e ingeniería. 
- En estadística y teoría de probabilidades, las funciones gaussianas aparecen como la función de densidad de la distribución normal, la cual es una distribución de probabilidad límite de sumas complicadas, según el teorema del límite central.

- Una función gaussiana es la función de onda del estado fundamental del oscilador armónico cuántico.

- Los orbitales moleculares usados en química computacional son combinaciones lineales de funciones gaussianas llamados orbitales gaussianos.
- Matemáticamente, la función gaussiana juega un papel importante en la definición de los polinomios de Hermite.
- Consecuentemente, están también asociadas con el estado de vacío en la teoría cuántica de campos.
- Los rayos gaussianos se usan en sistemas ópticos y de microondas.
- Las funciones gaussianas se utilizan como filtro de suavizado en el procesamiento digital de imágenes.